# Одбојка на Европским играма 2015.
Одбојкашки турнири на Европским играма 2015. године одржан је од 13. до 28. јуна 2015. године. По 12 репрезентација је учествовало на мушком и женском турниру у одбојци у затвореном простору, док ће по 32 пара учествовати у одбојци на пјеску и у мушкој и женској конкуренцији. Одбојкашке утакмице су одигране у Кристалној дворани у Бакуу. Укупан број одбојкаша је 464.

## Квалификације

### Одбојка у дворани
На оба турнира је учествовало по 12 репрезентација. Одбојкашке квалификације за Европске игре 2015. су засноване на европској ранг листи од 1. јануара 2015. године. Азербејџан као домаћин има право на директно учешће и на мушки и женски турнир, тимови се састоје по 14 одбојкаша.

### Одбојка на песку
На оба турнира је учествовало по 32 тима. Квалификације за одбојку на песку су засноване по европској ранг листи од 1. јануара 2015. Најбољих 30 тимова са ранг листе ће бити позвани да учествују на Европским играма, једна нација може имати највише 2 тима, док ће два мјеста бити резервисана у сваком случају за домаћина Азербејџан.

## Квалификације за Летње олимпијске игре 2016.
Освојени бодови у одбојци на песку ФИВБ је одлучио да ће користит у сврхе квалификација за Летње олимпијске игре 2016. у Риу.

## Распоред
Прва верзија распореда такмичења.
| ЦО | Церемонија отварања | ● | Квалификационе утакмице | 1 | Финалне утакмице | ЦЗ | Церемонија затварања |

| јун     | јун     | 12. пет | 13. суб | 14. нед | 15. пон | 16. уто | 17. сри | 18. чет | 19. пет | 20. суб | 21. нед | 22. пон | 23. уто | 24. сри | 25. чет | 26. пет | 27. суб | 28. нед | Финалних утакмица |
| ------- | ------- | ------- | ------- | ------- | ------- | ------- | ------- | ------- | ------- | ------- | ------- | ------- | ------- | ------- | ------- | ------- | ------- | ------- | ----------------- |
| Одбојка | Одбојка | ЦО      | ●       | ●       | ●       | ●       | ●       | ●       | ●       | 1       | 1       | ●       | ●       | ●       | ●       | ●       | 1       | 1       | 4                 |

## Освајачи медаља
| Дисциплине                 | Злато | Сребро | Бронза |  |  |  |
|                            | | | |  |  |  |
| Одбојка у дворани Мушкарци | Немачка · Кристијан Фром · Себастијан Кунер · Денис Калмиберда · Маркус Бум · Јохен Шепс (капитен) · Лукас Кампа · Фердинанд Тил · Том Стронбах · Тим Брошог · Јан Цимерман · Микаел Андреи · Бјорн Хохн · Матиас Помпе · Фалко Стеинк            | Бугарска · Георги Братоев · Розалин Панчев · Мартин Божилов · Светослав Готсев · Велизар Кернокоезев · Бранимир Грозданов · Добромир Димитров · Валенитин Братоев · Јани Јелиазков · Тодор Алексиев (Капитен) · Николај Николов · Борислав Апостолов · Вентитслав Рагин · Петар Каракашев | Русија · Илиа Власов · Дмитри Коваљев (капитен) · Иван Демаков · Игор Кобзар · Александер Маркин · Игор Филипов · Алексеј Кабешов · Александер Кимеров · Дмитри Волков · Виктор Полетаев · Максим Жигалов · Егор Клиука · Сергеј Никитин · Роман Брагин     |  |  |  |
| Одбојка у дворани Жене     | Турска · Кагла Акин · Кубра Акман · Седа Асланјурек · Наз Аидемир · Дикле Нур Бабат · Бусра Кансу · Мерве Далбелер · Мелиха Исмаилоглу · Асли Калак · Гизем Гуресен · Гулдениз Онал (капитен) · Нериман Озсој · Полен Услупехливан · Гозде Џилмаз | Пољска · Ана Верблињска · Маја Токоарска · Изабела Белцик (капитен) · Агнешка Каколевска · Агнешка Беднарек-Каша · Ана Мирос · Катажина Зарошслинска · Агата Савика · Дариа Пашек · Силвиа Пикиа · Агата Дурајчик · Јоана Волош · Наталиа Курниковска · Катажина Сковроњска-Долата        | Србија · Маја Савић · Марта Дрпа · Бојана Живковић · Мина Поповић · Тијана Малешевић · Брижитка Молнар · Бранкица Михајловић · Јелена Николић (капитен) · Ана Бјелица · Јована Стевановић · Милена Рашић · Силвија Поповић · Слађана Мирковић · Бианка Буша |  |  |  |
|                            | | | |  |  |  |
| Одбојка на пјеску Мушкарци | Мартинш Плавинш и Харалдс Регжа | Јарослав Кошкарев и Дмитри Барсук | Премиш Кубала и Јан Хадрава |  |  |  |
| Одбојка на пјеску Жене     | Никол Еихолцер и Нина Бетшарт | Лена Мариа Плесиушниг и Катарина Шуцхофер | Лева Думбаускаите и Моника Повилатите |  |  |  |